# Fondation nationale des sciences politiques
Die Fondation Nationale des Sciences Politiques (FNSP) wurde 1945 auf Betreiben von Charles de Gaulle gegründet, um die École libre des sciences politiques in das Institut d’études politiques de Paris (Sciences Po) umzuwandeln. Heute bildet die FSNP das Management von Sciences Po und gleichzeitig den zentralen Forschungszweig der Schule, das Centre d’Étude pour la Vie Politique Française (CEVIPOF).
Trotz der Vorrangstellung in der politischen Forschung in Frankreich ist die Stiftung nach Privatrecht gegründet. Neben der Fondation Maison des Sciences de l’Homme ist FNSP die einzige französische Stiftung mit dem Status eines staatlichen Versorgungsbetriebs.

## Geschichte
Émile Boutmy gründete 1872 die École Libre des Sciences Politiques (ELSP), um eine neue Elite in der politisch-moralischen Krise nach dem Deutsch-Französischen Krieg auszubilden. Anfangs hatte Boutmy weder Reichtum noch eine Reputation aufzuweisen. Trotzdem gelang es ihm, einen Eckpfeiler der französischen politischen Bildung zu errichten. Er leitete die Schule bis 1906.
1945 wurde die Schule teilweise verstaatlicht und aufgeteilt in einen schulischen Teil, das Institut d’Etudes Politiques (IEP), und einen Verwaltungsteil, die Fondation Nationale des Sciences Politiques (FNSP). Mit der Leitung wurde Soziologe André Siegfried beauftragt. Nach dem Tod Siegfrieds, 1959, übernahm der Historiker Pierre Renouvin die Leitung bis 1971, als der Politiker François Goguel ihn ablöste. Sein Nachfolger, René Rémond, übernahm die Leitung 1981 und blieb bis 2007 im Amt. Ihm folgte der Wirtschaftswissenschaftler Jean-Claude Casanova, der bis 2016 im Amt verblieb. Von 2016 bis 2021 leitete der Jurist und Politologe Olivier Duhamel die Stiftung, seit 2013 bis 2021 war der Direktor des Institut d'études politiques de Paris Frédéric Mion Verwaltungschef der Stiftung.

## Verlag
Das FNSP gibt im Verlag Presses de la Fondation Nationale des Sciences Politiques Forschungsarbeiten heraus.